# Annina kumari
Annina kumari är en kräftdjursart som först beskrevs av Bowman 1971.  Annina kumari ingår i släktet Annina och familjen Cirolanidae. Inga underarter finns listade i Catalogue of Life.